# 贝聚圣日耳曼
贝聚圣日耳曼（法語：Bézu-Saint-Germain，法語發音：[bezy sɛ̃ ʒɛʁmɛ̃]）是法国上法兰西大区埃纳省的一个市镇，位于该省南部，属于蒂耶里堡区。

## 地理
贝聚圣日耳曼（49°6'29"N, 3°24'33"E）面积11.13 平方千米，位于法国上法蘭西大區埃纳省，该省份为法国北部内陆省份，北起北部省，西接索姆省和瓦兹省，东临阿登省和马恩省，西南至塞纳-马恩省，东北部与比利时接壤。
与贝聚圣日耳曼接壤的市镇（或旧市镇、城区）包括：布雷西、蒂耶里堡、埃波贝聚、埃皮耶、格里索勒、罗库尔圣马丹、韦尔迪伊。

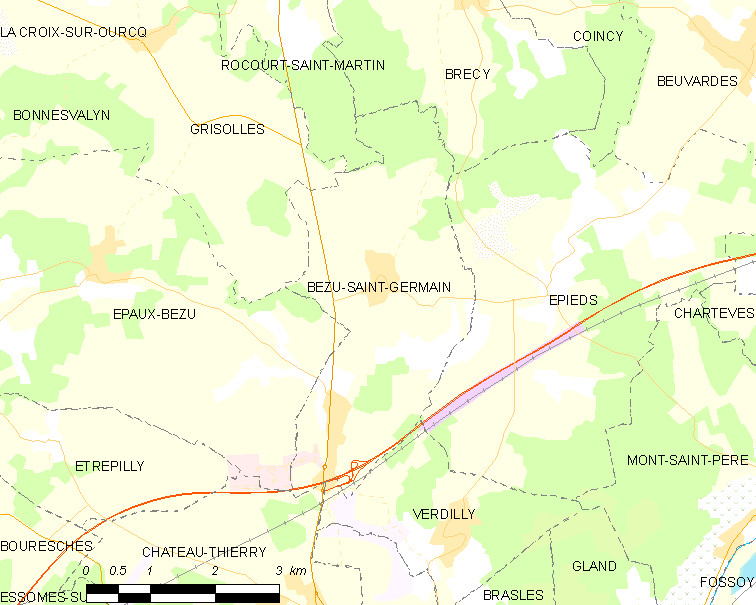
贝聚圣日耳曼的OSM定位图

贝聚圣日耳曼的时区为UTC+01:00、UTC+02:00（夏令时）。

## 行政
贝聚圣日耳曼的邮政编码为02400，INSEE市镇编码为02085。

## 政治
贝聚圣日耳曼所属的省级选区为蒂耶里堡县。

## 人口

1962-2008年间贝聚圣日耳曼人口变化图示

贝聚圣日耳曼于2022年1月1日时的人口数量为991人。